# کلاوس ولنرویتر
کلاوس ولنرویتر (آلمانی: Claus Wellenreuther) کارآفرین، بازرگان و مدیر ارشد اجرایی آلمانی است، که در سال ۱۹۷۲ با مشارکت دیتمار هوپ، هانس-ورنر هکتور، هاسو پلاتنر و کلاوس چیرا شرکت اس آ پ را تأسیس نمود.